# Cristina Braga
Cristina de Paula Fernandes Braga (Rio de Janeiro, 14 de julho de 1966) é uma harpista, cantora e compositora brasileira.

## Carreira
Harpista pioneira, colocou a harpa em outro patamar no Brasil transitando livremente pela música popular e pela clássica. 1a Harpista do Theatro Municipal do Rio de Janeiro no período 1993-2016. Possui extensa discografia com mais de 17 albuns. Como um membro do quinteto instrumental Opus 5, Braga gravou CDs que foram lançados internacionalmente. Em 1992, ela ganhou o concurso Medalha de Ouro, promovido pela Universidade do Rio de Janeiro (UFRJ).  Em 1995, Braga participou no Songbook Instrumental Antônio Carlos Jobim, interpretando com Mário Sève a música "Deus e o Diabo na Terra", de Tom Jobim. Em 1996, ela gravou com o violonista Marcus Llerena o CD Alianças, dedicado aos compositores brasileiros. Em seu CD Feliz Natal, ela interpreta um repertório clássico e tradicional das festas de fim de ano, escrito por importantes compositores talentosos, como Chiquinha Gonzaga e Assis Valente. Em 1997, tornou-se membro do Grupo Bambu. Braga também acompanhou, em shows e gravações de artistas como Lenine ,  Titãs, Ana Carolina, Nara Leão, Ângela Maria, Moreira da Silva, Quarteto em Cy, Zizi Possi, , entre outros.